# Authors Guild
L'Authors Guild (qui signifie Guilde des Auteurs, en français) est l'organisation professionnelle d'écrivains la plus ancienne et la plus importante des États-Unis et d'Amérique. Elle défend la liberté d'expression et la protection du droit d'auteur. Depuis sa fondation en 1912 sous le nom d'Authors League of America, elle a compté parmi les membres de son conseil d'administration de célèbres auteurs de fiction, d'essais et de poésie, dont de nombreux lauréats des prix Nobel et Pulitzer et des National Book Awards . Elle compte plus de 9 000 membres, qui peuvent en recevoir des conseils juridiques gratuits sur les contrats avec les éditeurs ainsi que des services d'assurance et une assistance pour les licences et les rémunérations des auteurs.
Le groupe fait du lobbying au niveau local et national sur les questions de censure et de fiscalité, et il a initié ou soutenu plusieurs procès majeurs pour défendre les droits d'auteur, notamment contre les projets de numérisation de Google.
À plusieurs reprises, la Guilde des auteurs s'est battue contre la concentration du marché de l'industrie de l'édition par le biais de fusions de grands éditeurs, et a fait pression sur ces derniers pour qu'ils augmentent les taux de rémunération des auteurs pour les livres électroniques,.